# Felice Viali
Felice Viali (Padova, 18 ottobre 1637 – Padova, 21 gennaio 1722) è stato un botanico, letterato e abate italiano.
È stato prefetto (direttore) dell'Orto botanico di Padova per oltre 30 anni.

## Biografia
Figlio del notaio Nicolò Codega, e di sua moglie Caterina, si laureò in medicina a Padova. Nel 1661 venne chiamato all'Università di Pisa alla cattedra di medicina teorica, ove rimase fino al 1675; rimase però legato all'Università di Padova attraverso l'Accademia dei Ricovrati, della quale era membro.

Tornato a Padova per ordine del Senato veneto, nonostante l'assenza di sue specifiche credenziali in campo botanico, la carica di prefetto dell'Orto botanico nel 1683. Divenuto aiutante del nobile botanico Giorgio dalla Torre, dal 3 aprile 1687, divenne anche professore universitario, ottenendo la cattedra di Ostensio simplicium fino al 1719. Nel corso della sua attività di prefetto e professore, si dedicò alla cura del giardino botanico, che venne ampliato e migliorato: in particolare, furono introdotte nuove specie di fiori e furono costruite nuove vasche, fontane e svernatoi per la cattiva stagione. In ricordo di tali opere venne realizzata un'iscrizione in latino, collocata tutt'oggi sopra il portone di ingresso dalla parte interiore:
SILVESTRO VALERIO PRINCIPE
IIIVIR LITER SC IVBENTIB
ALEXANDRO MOLINO PRÆFECTO
APOLLINEÆ INSVLÆ DECVS ADDITVM
HORTVS DVPLO AVCTVS CLAVSTRISQ FERREIS MVNITVS
PLANTÆ EX VTRAQVE INDIA INVECTÆ
PERENNES EXCITATI FONTES
LVCVS CONSITVS
OMNIA VETERI SQVALORE DETERSO NITIDIORA
CVRANTE
FELICE VIALI PUB PROFESS LOCIQ PRÆSIDE
A CHRISTO NATO SECVLI XVII ANNO VIC
A CONDITA REPVBLICA SECVLI XIII ANNO LXXIII
Durante questo periodo non produsse alcuna opera scientifica, né a Padova né a Pisa; più significativa fu invece la sua produzione letteraria e poetica: dal 1671, entrò nell'Accademia dei Ricovrati ricoprendovi in seguito cariche di rilievo. Nella biblioteca dell'Orto botanico di Padova è sopravvissuta una sua breve nota manoscritta, che illustra la pianta Acmella, della famiglia delle composite.
Nel 1718, causa il progressivo peggiorarsi delle sue condizioni fisiche dovuto all'età e l'apoplessia, fu sollevato dall'insegnamento e, l'anno successivo, anche dalla prefettura dell'Orto, potendo comunque vantare la stima ed il plauso dei suoi colleghi e studiosi italiani. Al suo posto venne nominato il pisano Giulio Pontedera.
Dopo la sua morte, avvenuta nel 1722, il fratello Vincenzo Viali donò le opere contenute nella sua biblioteca alla Publica Libraria di Padova.

## Opere
- "Ringraziamento a Pisa dell'abbate Felice Viali già pvblico professore nella celbre vniversità pisana", 1675.